# Машинобудівників (станція метро, Єкатеринбург)
56°52′40″ пн. ш. 60°36′42″ сх. д. / 56.87778° пн. ш. 60.61167° сх. д.
«Машинобудівникі́в» (рос. Машиностроителей) — станція Єкатеринбурзького метрополітену, яка розташована між станціями Уралмаш та «Уральська».

## Історія будівництва
- Січень 1981 в районі станції почалося переміщення інженерних і транспортних мереж, в тому числі перенесення трамвайних колій на розі проспекту Космонавтів та вул. Машинобудівників[1]
- Серпень 1982 на найдовшому перегоні пускової дільниці між станціями «Машинобудівників» і «Уральська» розпочалося будівництво тунелів[1]
- Липень 1983 трест Будмеханізація № 2 розпочав розробку котловану під станцію[1]
- Квітень 1985 відбулася перша збійка перегінних тунелів метро (перегін до станції «Уралмаш»)[1]
- Квітень 1986 в переддень 116-ї річниці з дня народження В. І. Леніна — збійка другого тунелю на перегоні до станції «Уралмаш»[1]
- Лютий 1986 розпочалися архітектурно оздоблювальні роботи[1]
- Серпень 1987 з котловану станції проведена складна проходка під залізничними коліями у напрямку вестибюля № 1 і прохідних заводу імені Калініна[1]
- Лютий 1988 в перегінному тунелі до станції «Уралмаш» укладені перші кубометри бетону на облаштуванні постійної залізничної колії[1]
- Березень 1988  бригада облицювальників І. Торгачова з управління Союзметроспецбуд приступила до облицювання білим коелгінським мармуром колон підземного перону станції[1]
- Червень 1988 на станції розпочато монтаж першого ескалатора[1]
- Серпень 1988 закінчене укладання колійного бетону в правому перегінному тунелі між станціями «Уралмаш» і «Машинобудівників», на ділянці почався рух мотовоза по широкій колії[1]
- Червень 1989 розпочаті роботи по монтажу ескалаторів у вестибюлі № 1 станції[1]
- Червень 1989 закінчено монтаж СТП на станції[1]
- 25 квітня 1991 державною комісією прийнята в експлуатацію[2]
- 26 квітня 1991 перший рейс — для метробудівників[2]
- 27 квітня 1991 відкрито пасажирський рух
- 22 грудня 1992 відкрито пасажирський рух до станції «Уральська»

## Технічна характеристика
Конструкція станції —  Колонна трипрогінна мілкого закладення (глибина закладення — 7 м). Побудована зі збірних залізобетонних конструкцій, з плоским горизонтальним перекриттям, пероний зал розчленований 24 колонами, з кроком 4,5 м. 

## Оздоблення
Цокольна частина колійних стін покладена плитами чорного лабрадориту, по центру — широка смуга зеленого змійовика Шабровського родовища, верхня частина прикрашена коелгінським мармуром, стіни прикрашені художніми вставками в вигляді барельєфів, відлитих з металу. Підлога викладена полірованим гранітом з чітким геометричним малюнком. Світильники та меблі зроблені на ЗІКу. Проект розроблений інститутом УралпромстройНІІпроект (кер. Н. А. Кудінова).

## Вестибюль
У станції два вестибюлі. Північний веде на перехрестя проспекту Космонавтів та вулиці Фронтових бригад (станція «Машинобудівників» зовсім не перебуває на однойменній вулиці, на останню веде один з вестибюлів наступної станції «Уралмаш»), а південний — на проспект Космонавтів у бік заводу імені М. І. Калініна.
У похилих тунелях обох вестибюлів є короткі ескалатори для підйому (по 2 стрічки з двома світильниками на балюстрадах між ними) і звичайними сходами для спуску. У станції є ще одна особливість: похилий тунель південного вестибюля не примикає безпосередньо до залу станції, а з'єднаний з ним галереєю.